# Journal of Genetics
Journal of Genetics is een wetenschappelijk tijdschrift dat in 1910 werd opgericht door William Bateson en Reginald Punnett. De inhoud betreft het gehele veld van de genetica. Journal of Genetics verschijnt drie keer per jaar.
Journal of Genetics is het oudste bestaande tijdschrift wat betreft genetica in de Engelse taal. Het hoofdredacteurschap werd later overgenomen door J. B. S. Haldane die het blad, toen hij in 1957 emigreerde met zich meenam naar India. Na zijn dood in 1964 namen zijn vrouw Helen Spurway, Madhav Gadgil en H. Sharat Chandra van het 'Indian Institute of Science' en Suresh Jayakar ('Laboratorio de Genetica Biochimica ed Evoluzionistica') de publicatie voor hun rekening.
Na Spurways overlijden in 1977 verscheen Journal of Genetics acht jaar niet, tot de 'Indian Academy of Sciences' de draad in juli 1985 weer oppakte.
In literatuurverwijzingen wordt vaak de standaardafkorting 'J. Genet.'  gebruikt. 

## Speciale uitgaven
- Speciale uitgave ter ere van Motoo Kimura (april 1996)
- Genetics of filamentous fungi (december 1996)
- Stationary phase mutations in microorganisms (april 1999)
- Evolutionary genetics: the Drosophila model (december 2003)